# Sindici Inquisitori
I Sindici Inquisitori furono una delle magistrature del governo della Repubblica di Venezia . Fu attiva durante l'età moderna, fino alla caduta della Repubblica nel 1797, e fu caratterizzata dalla sua natura di magistratura itinerante nei domini della Serenissima.

## Il processo di formazione della Magistratura
In epoca medievale una funzione di "Magistratura itinerante" affidata a uomini di fiducia del governo centrale, con compiti giurisdizionali e di controllo ispettivo, trovò la sua prima espressione nei missi dominici ai tempi dell'Impero carolingio tra IX e X secolo.
Nella Repubblica di Venezia le esigenze di governo del dominio si posero dapprima nei confronti dello Stato da Mar, che cominciò a formarsi con le prime conquiste dalmate di Pietro II Orseolo intorno all'anno 1000, per poi estendersi notevolmente all'inizio del XII secolo con la presa di Bisanzio e l'annessione di una parte del suo Impero ai tempi della Quarta Crociata. 
Alla fine del XIV secolo (almeno dal 1389) si ha notizia dell'invio nei Domini dello Stato da Mar di Sindici Inquisitori dotati di ampi poteri giurisdizionali e inquisitori (i Sindaci Inquisitori di Levante), ma con una competenza circoscritta a singoli territori e senza una cadenza sistematica.
In Terraferma queste esigenze si manifestarono solo dopo la conquista delle provincie venete all'inizio del XV secolo, a cui fece rapidamente seguito l'annessione del Friuli e delle provincie lombarde di Brescia e Bergamo. 
Nel 1410 si istituì all'interno di una magistratura già esistente con compiti giurisdizionali (gli Auditori alle sentenze) una sezione composta da magistrati itineranti sui domini dello Stato da Tera (gli Auditori novi), che fino a metà Cinquecento espletarono funzioni del giudizio di seconda istanza, dell'ispezione amministrativa e della revisione finanziaria. Nel 1483 il famoso "Itinerario per la terraferma veneziana" di Marin Sanudo descrisse l'accompagnamento alla missione degli Auditori novi.
Solo nel 1553 il Senato decise di costituire per il Dominio di terraferma una nuova magistratura, denominata "Sindici Inquisitori", distinta da quella degli Auditori nuovi, e nel 1565 ne definì le procedure di nomina e le commissioni specifiche del loro incarico. Da allora i Sindici Inquisitori non furono più 'giudici in trasferta' tenuti inter alia alla visita della Terraferma, quali erano stati gli Auditori nuovi, bensì magistrati per i quali la visita della Terraferma era la stessa ragion d'essere.

## Obiettivi e funzioni

### Obiettivi
I Sindici Inquisitori erano incaricati del periodico controllo in loco dell'esercizio del dominio veneto sui territori sottoposti alla Repubblica di Venezia  ed alla raccolta di informazioni sulla loro situazione da trasmettere al Governo centrale.
Gli obiettivi dichiarati di questa magistratura, all'atto del suo definitivo assestamento a metà XVI secolo e fino alla caduta della Repubblica, sono ben espressi nel mandato ("commissioni") conferito dal Senato veneziano ai Sindici Inquisitori incaricati nel 1566, con un'enfasi retorica ispirata a valorizzare l'immagine di buongoverno della Dominante nei confronti dei sudditi del suo Dominio:
1) recare «grandissima consolatione alle città, terre et luoghi nostri de Terra Ferma»;
2) «rivedere et sindicare le operationi che di tempo in tempo sono state fatte per li Rettori nostri»;
3) «provedere in quanto si possa che li fidelissimi nostri siano sollevati dalle oppressioni»;
4) mettere i sudditi nelle condizioni di poter «chiaramente conoscere che ogni attione [... ] fatta contra la forma delle leggi nostre sia immediate stata contra la mente del la Signoria nostra, la quale sempre ha invigilato che li sudditi suoi siano governati di quel muodo aponto che ricerca la giustitia»
Ma accanto a questi obiettivi ufficialmente dichiarati nelle commissioni vennero affidati ai Sindici Inquisitori anche compiti funzionali alla conoscenza da parte della Dominante della situazione dei territori. Si trattava di un'azione finalizzata al rafforzamento del controllo centrale, sotto una pluralità di aspetti (amministrazione locale, ordine pubblico, forze armate, economia e finanza, ambiente). La storiografia contemporanea afferma che i Sindici Inquisitori "realizzarono un'opera di raccordo tra centro e periferia, di incremento delle conoscenze sociopolitiche attorno alle realtà soggette e di parziale uniformazione delle pratiche giudiziarie e della legislazione" .

### Funzioni
Gli obiettivi, espliciti e impliciti, assegnati a questa magistratura venivano perseguiti attraverso incarichi che spaziavano dalle funzioni del controllo amministrativo alle funzioni con carattere giurisdizionale, dalle funzioni di tipo economico-finanziario alle funzioni di natura militare-diplomatica, fino alle funzioni di verifica e di raccolta dati più direttamente connesse al loro ruolo di "occhi itineranti" della Repubblica. Di seguito sono elencate dettagliatamente le funzioni ricomprese nel mandato ai Sindaci inquisitori.
| Funzioni assegnate ai Sindici Inquisitori                                                                                    |
| --- |
| 1.Funzioni di controllo amministrativo                                                                                       |
| a) controllare l'operato dei Rettori veneziani e degli ufficiali loro sottoposti                                             |
| b) raccogliere suppliche e doglianze di privati (compresi i carcerati) sul conto dei magistrati periferici e di altra natura |
| c) prendere notizie sulle magistrature suddite (ad es. consigli locali delle città)                                          |
| d) accertare la legittimità dei privilegi vantati da città, territori, soggetti privati                                      |
| 2. Funzioni con carattere giurisdizionale:                                                                                   |
| a) intromettere (ammettere l'appello di) sentenze civili e penali dei Rettori veneziani;                                     |
| b) svolgere attività inquisitoria (segreta o pubblica) di propria iniziativa                                                 |
| c) pronunciare sentenze anche di condanna                                                                                    |
| d) intervenire nei confronti del banditismo                                                                                  |
| 3. Funzioni di tipo economico-finanziario:                                                                                   |
| a) revisionare la contabilità delle Camere fiscali locali                                                                    |
| b) recuperare i crediti pubblici;                                                                                            |
| c) esaminare la materia dei dazi;                                                                                            |
| d) verificare l'amministrazione di Fondaci, Monti di pietà e Scuole                                                          |
| 4. Funzioni di natura militar-diplomatica:                                                                                   |
| a) indagare i rapporti con gli Stati esteri confinanti ai vari territori del Dominio                                         |
| b) conoscere lo stato dei confini                                                                                            |
| c) ispezionare e visionare le fortezze;                                                                                      |
| d) fare la rassegna dello locali milizie e cernide                                                                           |
| 5. Funzioni di verifica e di raccolta dati:                                                                                  |
| a) accertare le condizioni ambientali dei territori ispezionati                                                              |
| b) raccogliere dati demografici                                                                                              |
| c) verificare lo stato dell'economia                                                                                         |
| d) controllare il corretto utilizzo dei beni demaniali                                                                       |

## Nomina e composizione
Sia per lo Stato da Tera che per lo Stato da Mar la Magistratura era composta da tre membri che, come per tutte le altre magistrature della Repubblica, erano scelti esclusivamente tra il patriziato veneto. Il profilo politico dei Sindici Inquisitori era alto o almeno medio-alto: per un patrizio veneziano la nomina a Sindico poteva giungere perlopiù a carriera avviata. I Sindici inquisitori erano uomini dello stato, formatisi nella retorica di governo, esperti delle logiche di potere e che agivano sulla base di deleghe e ordini precisi del Senato.
La nomina dei Sindici spettava al Senato veneziano, ma doveva venir confermata dal Maggior Consiglio. I designati erano tenuti, sotto pena, a non rifiutare l'elezione ma ad anteporre l'itinerario sindacale a ogni altro incarico. A seguito della nomina dei Sindici il Collegio dei Savi predisponeva le "commissioni" che, dopo il preambolo, esprimevano l'oggetto del mandato loro conferito, sia per gli incarichi ordinari pertinenti alla magistratura sia per gli altri ordini di carattere straordinario.
Il Senato provvedeva allo stanziamento delle risorse finanziarie per le spese di viaggio e per le dotazioni necessarie, mentre vitto e alloggio in ciascuna città visitata erano a carico dei rispettivi sudditi.

## L'esercizio dell'incarico di Sindici Inquisitori

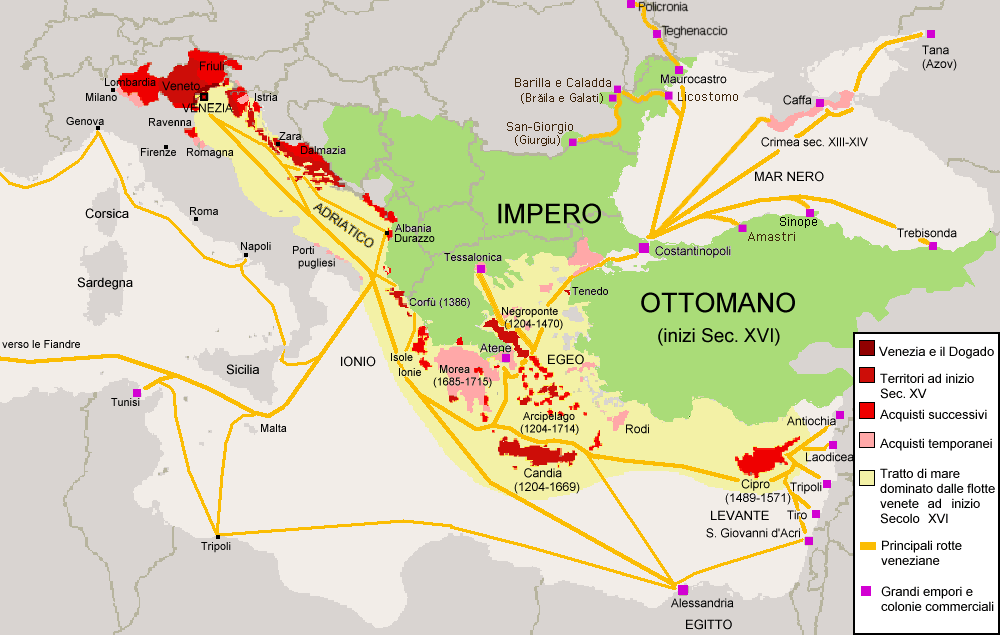
Domini Repubblica di Venezia (XV e XVI secolo)

II tre Sindici Inquisitori di volta in volta incaricati si recavano congiuntamente presso i territori ispezionati, e la missione durava mediamente intorno ai 18 mesi. I Sindici di Terraferma andavano in missione con un orizzonte geografico che tendenzialmente abbracciava l'intero territorio dello Stato da Tera, con una cadenza di norma quinquennale, che venne quasi sempre rispettata salvo che tra il 1587 e il 1619 in cui non ebbe luogo per oltre un trentennio. Per i Sindici di Levante l'ambito territoriale ispezionato di norma comprendeva specifici domini dello Stato da Mar e la missione aveva una periodicità meno sistematica.
I Sindici erano assistiti da uno staff di collaboratori, tra cui un notaio («cancellarius»), uno o più contabili («rasonato»); due coadiutori in questioni giuridiche, l'uno competente in civilia e l'altro in criminalia. Ad essi si aggiungeva un ampio gruppo di ausiliari con funzioni di sicurezza e per mansioni varie. Nel complesso una trentina di persone, che formavano un corteo ben visibile che, percorrendo la Terraferma di città in città, raffigurava plasticamente l'autorità straordinaria del governo centrale 'in trasferta', con quell'attenzione al cerimoniale propria delle istituzioni veneziane.
Appena arrivati nella città da ispezionare facevano gridare un proclama in volgare, rivolto indistintamente a tutti i cittadini che volessero avanzare doglianze sul comportamento dei rappresentanti locali del Governo centrale veneto o che volessero appellare le loro sentenze di primo grado . Venivano inoltre informati i detenuti nelle carceri, nel caso in cui avessero avuto lamentele sul loro trattamento, nonché un elenco selezionato di cittadini in contatto con l'amministrazione locale per essere interrogati circa la condotta di rettori e altri ufficiali veneziani.
Durante il mandato i tre Sindici erano tenuti a comunicare continuamente al Governo centrale, attraverso la formula dei 'dispacci', le notizie acquisite nell'esercizio della loro missione. Al termine dell'incarico, dovevano stendere una relazione complessiva sull'incarico espletato, che veniva letta da uno dei tre Sindaci ai vertici dello Stato riuniti nel Pien Collegio e poi archiviata in Cancelleria Ducale